# Fèlix Escalas i Chamení
Fèlix Escalas i Chamení (Palma, Mallorca, 1880 — Barcelona, 1972) fou un financer i polític mallorquí.
De ben jovenet va participar activament a la vida cultural mallorquina, acudint a les tertúlies de Joan Alcover i Maspons i escrivint alguns articles a La Almudaina i La Veu de Mallorca. Es llicencià en dret a la Universitat de Barcelona el 1902. Treballà un temps com a passant d'Ildefons Sunyol i Casanovas i es vinculà a la Lliga Regionalista, tot escrivint alguns articles a La Veu de Catalunya. El 1930 fou nomenat vicesecretari de la Cambra de Comerç, Indústria i Navegació de Barcelona, càrrec que deixà el 1919 per a presidir el Banco Urquijo a Catalunya. Des d'aquest càrrec intervindria en la gestió d'importants empreses catalanes com La Maquinista Terrestre y Marítima, Catalana de Gas i Hidroelèctrica de Catalunya. El 1919 també fou elegit diputat de la Diputació de Barcelona per la Lliga Regionalista i més tard fou vicepresident de la Mancomunitat de Catalunya.
El gener de 1934 fou nomenat president de la Cambra de Comerç, càrrec que ocupà fins a juliol de 1936. Arran de la desfeta del govern català provocada pels fets del sis d'octubre de 1934, fou nomenat conseller de finances de la Generalitat de Catalunya (1935) i governador general de Catalunya (que agrupava les funcions de l'abans president de la Generalitat de Catalunya) de desembre de 1935 a febrer de 1936. Al juliol del 1936, fuig de Barcelona amb vaixell, refugiant-se a Itàlia i després a Burgos, amb el bàndol nacional. En tornar el 1939, va ser testimoni en el procés contra els comandaments de la Guàrdia Civil de Barcelona, fidels a la República i finalment executats.
Després de la guerra civil espanyola va intentar exercir un catalanisme possibilista dins el nou règim franquista. El 1947 fou nomenat president de la Comissió Abat Oliba, presidí novament la Cambra de Comerç entre 1954 i 1963, president del consell regional català del Banco Urquijo i de la Fira de Mostres de Barcelona, i conseller del Banco Hispano-Americano. També fou procurador a Corts Franquistes el 1955-1958 i el 1958-1961. El 1957 intentà ser nomenat alcalde de Barcelona amb el suport del governador civil Felipe Acedo Colunga i del ministre Pere Gual i Villalbí, però finalment fou nomenat Josep Maria de Porcioles. Es va casar amb Maria Teresa Fàbrega i Prims (1890-1972). Avis de Romà Escalas i Llimona.